# Oncidium graciliforme
Oncidium graciliforme är en orkidéart som beskrevs av Charles Schweinfurth. Oncidium graciliforme ingår i släktet Oncidium och familjen orkidéer. Inga underarter finns listade i Catalogue of Life.